# Stegastes lubbocki
Stegastes lubbocki är en fiskart som beskrevs av Allen och Smith 1992. Stegastes lubbocki ingår i släktet Stegastes och familjen Pomacentridae. Inga underarter finns listade i Catalogue of Life.